# الهيئة الوطنية للانتخابات (مصر)
الهيئة الوطنية للانتخابات هي هيئة حكومية مصرية مستقلة لها شخصية اعتبارية، ويقع مقرها الرئيسي بمدينة القاهرة، أنشأت الهيئة طبقًا للقانون رقم 198 لسنة 2017، وبحسب القانون فهي تتمتع بالاستقلال الفني والمالي والإداري، وتختص دون غيرها بإدارة الاستفتاءات والانتخابات الرئاسية والنيابية والمحلية وتنظيم جميع العمليات المرتبطة بها والإشراف عليها باستقلال وحيادية ولا يجوز التدخل في أعمالها أو اختصاصاتها.:مادة 3
أنشأت الهيئة لتكون بديلاً عن اللجنة العليا للانتخابات ولجنة الانتخابات الرئاسية المنصوص عليهما في القانون رقم 22 لسنة 2014 بتنظيم الانتخابات الرئاسية وقانون تنظيم مباشرة الحقوق السياسية رقم 45 لسنة 2014 وقانون مجلس النواب رقم 46 لسنة 2014 أو في أي قانون آخر، على أن تستبدل عبارة رئيس اللجنة برئيس الهيئة وعبارة الأمانة العامة بالجهاز التنفيذي وعبارة الأمين العام بالمدير التنفيذي.:مادة 35
تفصل المحكمة الإدارية العليا في الطعون على قرارات الهيئة المتعلقة بالاستفتاءات والانتخابات الرئاسية والبرلمانية وتفصل محكمة القضاء الإداري في الطعون على قرارات الهيئة المتعلقة بالانتخابات المحلية.:مادة 12 وتفصل المحكمة المختصة في الطعون بحكم نهائي غير قابل للطعن فيه.:مادة 13

## التشريعات المُنظِمة
- قانون رقم 45 لسنة 2014 بإصدار قانون بتنظيم مباشرة الحقوق السياسية.
- قانون رقم 46 لسنة 2014 بإصدار قانون مجلس النواب.
- قانون رقم 22 لسنة 2014 بتنظيم الإنتخابات الرئاسية.
- قانون رقم 198 لسنة 2017 في شأن الهيئة الوطنية للانتخابات.
- قانون رقم 140 لسنة 2020 بتعديل بعض أحكام القوانين 45، 46، 198.

## الهيكل التنظيمي

### مجلس الإدارة
يشكل مجلس إدارة الهيئة من عشرة أعضاء بالتساوي من بين نواب رئيس محكمة النقض ورؤساء محاكم الاستئناف ونواب رئيس مجلس الدولة ونواب رئيس هيئة قضايا الدولة ونواب رئيس هيئة النيابة الإدارية ويختارهم مجلس القضاء الأعلى والمجالس الخاصة والعليا للجهات الهيئات القضائية من غير أعضاء هذه المجالس ويرأس الهيئة أقدم أعضائها من محكمة النقض ويخطر بأسمائهم وزير العدل الذي يقوم بالعرض على رئيس الجمهورية لإصدار قرار تعيينهم.:مادة 5 ويعين أعضاء المجلس لمدة واحدة مدتها ست سنوات غير قابلة للتجديد.:مادة 6

### الجهاز التنفيذي
للهيئة جهاز تنفيذي يباشر تحت إشراف مجلس الإدارة الشئون الفنية والمالية والإدارية.:مادة 14 ويشكل من مدير وثلاث نواب وعدداً من أعضاء الجهاز والعاملين.:مادة 15 ويكون شغل وظيفة المدير التنفيذي ونوابه بقرار من رئيس الجمهورية من بين أكثر من مرشح يرشحهم المجلس لمدة 4 سنوات يجوز تجديدها لمرة واحدة.:مادة 16

## رؤساء الهيئة
- حازم بدوي (4 أكتوبر 2023 - حتى الآن).
- وليد حمزة (20 يونيو 2023 - 4 أكتوبر 2023).[4]
- إبراهيم لاشين (8 أغسطس 2017 - 20 يونيو 2023).[5]

## وصلات خارجية
- الموقع الرسمي للهيئة.